# Haplohymenium sieboldii
Haplohymenium sieboldii là một loài Rêu trong họ Thuidiaceae. Loài này được (Dozy & Molk.) Dozy & Molk. mô tả khoa học đầu tiên năm 1846.